# Criorhynchus
Criorhynchus is een geslacht van uitgestorven pterosauriërs, behorend tot de Pterodactyloidea, dat leefde tijdens het Krijt.
In 1861 benoemde Richard Owen een fossiele pterosauriërsnuit gevonden in de Cambridge Greensand, holotype CAMSM B.54428, als Pterodactylus simus. De soortaanduiding is de gelatiniseerde vorm van het Klassiek Griekse simos dat 'stomp' betekent, een verwijzing naar de stompe vorm van de snuit. In 1870 maakte Harry Govier Seeley, die besefte dat het fossiel niets met Pterodactylus antiquus te maken had, er Ornithocheirus simus van. Owen moest erkennen dat het correct was een nieuw genus te benoemen maar zowel de naam als het overkoepelende karakter van Ornithocheirus bevielen hem niets — hetzelfde gold in die tijd overigens voor de persoon en de evolutionaire denkbeelden van Seeley — en hij benoemde in 1874 twee nieuwe genera: Coloborhynchus en Criorhynchus. Het laatste geslachtsnaam  betekent 'rambek' in het Klassiek Grieks en was een verwijzing naar dezelfde stompe vorm waar simus al naar verwees want het geslacht was opgericht om de typesoort Criorhynchus simus te vormen. Ook verschillende andere soorten door Seeley bij Ornithocheirus ondergebracht, verhuisde Owen naar Criorhynchus: C. eurygnathus, C. capito, C. platystomus, C. crassidens en C. reedi.
In 1914 concludeerde Reginald Walter Hooley echter dat Coloborhynchus identiek was aan Criorhynchus; bepaalde soorten van de laatste verhuisde hij weer naar een nieuw geslacht Amblydectes, wat A. crassidens, A. eurygnathus en A. platystomus opleverde. In 1922 dacht Gustav von Arthaber nog dat wegens de overeenkomsten in de stompe snuit Dimorphodon de directe voorloper zou zijn geweest van Criorhynchus maar afgezien van dit soort slecht gefundeerde speculaties — Von Arthaber reconstrueerde de kop van Criorhynchus extreem kort, alsof het holotype in plaats van slechts de punt bijna de hele onderkant van de schedel vertegenwoordigde — kreeg de soort weinig aandacht en werd meestal bij Ornithocheirus gerekend, net als de Amblydectes-soorten.
In 1994 begon Coloborhynchus aan een tweede leven toen zijn holotype, eveneens een stuk snuit, diagnostisch genoeg geacht werd om met een ander fossiel in verband te worden gebracht. In 2001 deed Michael Fastnacht hetzelfde met Criorhynchus toen hij concludeerde dat Tropeognathus mesembrinus Wellnhofer 1987 in feite Criorhynchus mesembrinus moest zijn. Hij is daarin echter door de meeste onderzoekers niet gevolgd. Zowel David Unwin als André Veldmeijer menen dat er geen soortverschil bestaat tussen beide vormen. Veldmeijer spreekt dus van een enkele Criorhynchus simus die ook de nieuwe vondsten omvat — Unwin echter beschouwt alle resten als die van een Ornithocheirus simus. Wat een eenvoudige oplossing van dit probleem in de weg staat, is de beperkte omvang van het holotype: een stuk bot van nog geen zeven centimeter lengte dat ook nog eens beschadigd is. Een volgende moeilijkheid is dat het holotype volgens Unwin dat van Ornithocheirus is omdat Seeley in 1881 Ornithocheirus simus de typesoort van dat geslacht maakte, wat met terugwerkende kracht zou verhinderen dat op basis van het fossiel een typesoort van Criorhynchus was aangewezen; dat zou meteen betekenen dat Criorhynchus niet valide kon zijn.
In 1914 schiep Hooley een onderfamilie Criorhynchinae, wat echter geen gebruikelijk concept werd en in 1967 Oskar Kuhn een familie Criorhynchidae. Vanaf 1987 hanteerde Peter Wellnhofer dit laatste begrip om Criorhynchus en Tropeognathus in samen te voegen; ook dit is echter in onbruik geraakt. Als Criorhynchus een valide geslacht is, kan hij behoren tot de Ornithocheiridae — maar hij zou volgens de begrippen die Alexander Kellner hanteert ook tot de Anhangueridae kunnen behoren. Indien het geslacht niet identiek is aan Tropeognathus mesembrinus (Anhanguera mesembrinus) valt er weinig te zeggen over zijn bouw, behalve dat het een vrij grote soort is met kleine tanden en een hoge snuit. Wellnhofer schat zijn spanwijdte op vijf meter.